# Kabinett Bekk
Das Kabinett Bekk  bildete vom 19. Dezember 1846 bis zum 7. März 1848  die Landesregierung von Baden.
| Amt                               | Name                                       |
| --------------------------------- | ------------------------------------------ |
| Inneres                           | Johann Baptist Bekk                        |
| Äußeres und großherzogliches Haus | Alexander von Dusch                        |
| Justiz                            | Isaak Jolly bis 3. April 1847              |
| Justiz                            | Christoph Franz Trefurt seit 3. April 1847 |
| Finanzen                          | Franz Anton Regenauer                      |
| Krieg                             | Eugen Freiherr von Freydorf                |

Weiterer Kabinettsminister war Karl Friedrich Nebenius mit dem Titel eines Präsidenten des Staatsrats. Einen eigentlichen Präsidenten des Staatsministeriums (Staatsminister) und somit offiziellen Regierungschef gab es in dieser Periode nicht, jedoch gilt der Innenminister Johann Baptist Bekk informell als Leiter des Gesamtministeriums von 1846 bis 1848, wenngleich offiziell der Großherzog selbst diese Stellung innehatte.